# Les Essarts-le-Vicomte
Les Essarts-le-Vicomte – miejscowość i gmina we Francji, w regionie Grand Est, w departamencie Marna.
Według danych na rok 1990 gminę zamieszkiwało 112 osób, a gęstość zaludnienia wynosiła 10 osób/km².